# Cornelis Van der Voort
 Cornelis van der Voort  (aussi transcrit Voerst) était un peintre portraitiste néerlandais du XVIIe siècle.

## Biographie
C. van der Voort s’établit à Amsterdam et devient un portraitiste réputé.
Son fils, Pieter Cornelisz van der Voort, fut aussi peintre.